# 何塞·路易斯·迪亚斯
何塞·路易斯·迪亚斯（José Luis Díaz；1974年7月28日），阿根廷已退役职业足球运动员，司职中场，曾效力于天津泰达。

## 荣誉

### 俱乐部
科布雷罗阿
- 智利足球甲级联赛 (3): 2003年春季, 2003年秋季, 2004年秋季

圣马丁大学
- 秘鲁足球甲级联赛 (3): 2008年秋季, 2008年

## 相关链接
- Jose Luis Díaz – Argentine Primera Statisticsat Fútbol XXI（页面存档备份，存于）
- .   [2008-04-25]. （原始内容存档于2006-04-27） （西班牙语）.
- Soccerway資料庫：José Díaz